# Taciba (kommun)
Taciba är en kommun i Brasilien.   Den ligger i delstaten São Paulo, i den södra delen av landet, 800 km söder om huvudstaden Brasília. Antalet invånare är 5 714.
Följande samhällen finns i Taciba:
- Taciba

Omgivningarna runt Taciba är en mosaik av jordbruksmark och naturlig växtlighet. Runt Taciba är det glesbefolkat, med 9 invånare per kvadratkilometer.